# Station Lubnia
Station Lubnia is een spoorwegstation in de Poolse plaats Lubnia.